# Jakob Eschay
Jakob Eschay († 1606) war Augsburger Stadtbaumeister in der zweiten Hälfte des 16. Jahrhunderts.
Eschay war einer der Vorgänger von Elias Holl, der das Augsburg der Renaissance zu Beginn des 17. Jahrhunderts maßgeblich geprägt hat. Seine Hauptwerke waren zwei Arbeiten für Hans Fugger (1531–1598), das Fuggerschloss in Kirchheim/Schwaben sowie der Umbau der Burg Stettenfels bei Heilbronn zu einem Renaissanceschloss.